# Ramona Näf
Ramona Näf, née le 11 mai 1997, est une cavalière suisse de voltige.

## Carrière
Aux Jeux équestres mondiaux de 2014 à Caen, elle est médaillée d'argent en voltige par équipes avec Martina Büttiker, Nadja Büttiker, Tatjana Prassl, Nathalie Bienz et Sally Stucki. 
Aux Jeux équestres mondiaux de 2018 à Tryon, elle remporte une nouvelle fois la médaille d'argent en voltige par équipes, avec Elisabeth Bieri, Aline Koller, Samira Koller, Nadja Büttiker et Kyra Seiler.